# Dreiband-Europameisterschaft der Junioren 1998

Logo CEB (ausrichtender Verband)

Die Dreiband-Europameisterschaft der Junioren 1998 war ein Turnier in der Karambolagedisziplin Dreiband und fand vom 13. bis 15. März in Gubbenvorst statt.

## Modus
Gespielt wurde mit 16 Teilnehmern in vier Gruppen à vier Spielern im Round-Robin-Modus. Die beiden Gruppenbesten qualifizierten sich für das Viertelfinale. Bei Punktegleichheit zählte der direkte Vergleich. Die Partiedistanz betrug zwei Gewinnsätze à 15 Punkte.

## Qualifikation
| Abschlusstabelle Gruppe A | Abschlusstabelle Gruppe A | Abschlusstabelle Gruppe A | Abschlusstabelle Gruppe A | Abschlusstabelle Gruppe A | Abschlusstabelle Gruppe A | Abschlusstabelle Gruppe A | Abschlusstabelle Gruppe A | Abschlusstabelle Gruppe A |
| Platz                     | Name                      | PP                        | SP                        | Pkte                      | Aufn.                     | GD                        | BED                       | HS                        |
| ------------------------- | ------------------------- | ------------------------- | ------------------------- | ------------------------- | ------------------------- | ------------------------- | ------------------------- | ------------------------- |
| 1                         | Nikos Polychronopoulos    | 6                         | 6:1                       | 98                        | 86                        | 1,139                     | 2,000                     | 10                        |
| 2                         | Jérémy Bury               | 4                         | 4:3                       | 77                        | 85                        | 0,905                     | 1,111                     | 6                         |
| 3                         | Michael Lohse             | 2                         | 2:5                       | 71                        | 102                       | 0,696                     | 0,860                     | 5                         |
| 4                         | Roy Zielemans             | 0                         | 3:6                       | 82                        | 137                       | 0,598                     | -                         | 6                         |

| Abschlusstabelle Gruppe B | Abschlusstabelle Gruppe B | Abschlusstabelle Gruppe B | Abschlusstabelle Gruppe B | Abschlusstabelle Gruppe B | Abschlusstabelle Gruppe B | Abschlusstabelle Gruppe B | Abschlusstabelle Gruppe B | Abschlusstabelle Gruppe B |
| Platz                     | Name                      | PP                        | SP                        | Pkte                      | Aufn.                     | GD                        | BED                       | HS                        |
| ------------------------- | ------------------------- | ------------------------- | ------------------------- | ------------------------- | ------------------------- | ------------------------- | ------------------------- | ------------------------- |
| 1                         | Johan Loncelle            | 6                         | 6:1                       | 93                        | 70                        | 1,328                     | 1,650                     | 8                         |
| 2                         | Huub Wilkowski            | 4                         | 5:3                       | 93                        | 94                        | 0,989                     | 1,111                     | 5                         |
| 3                         | Xavier le Roy             | 2                         | 3:5                       | 97                        | 118                       | 0,822                     | 0,745                     | 6                         |
| 4                         | Christoph Oberberger      | 0                         | 1:6                       | 68                        | 120                       | 0,566                     | -                         | 4                         |

| Abschlusstabelle Gruppe C | Abschlusstabelle Gruppe C | Abschlusstabelle Gruppe C | Abschlusstabelle Gruppe C | Abschlusstabelle Gruppe C | Abschlusstabelle Gruppe C | Abschlusstabelle Gruppe C | Abschlusstabelle Gruppe C | Abschlusstabelle Gruppe C |
| Platz                     | Name                      | PP                        | SP                        | Pkte                      | Aufn.                     | GD                        | BED                       | HS                        |
| ------------------------- | ------------------------- | ------------------------- | ------------------------- | ------------------------- | ------------------------- | ------------------------- | ------------------------- | ------------------------- |
| 1                         | Thorsten Frings           | 6                         | 6:2                       | 109                       | 148                       | 0,736                     | 0,902                     | 5                         |
| 2                         | Alejo Torres              | 4                         | 5:2                       | 95                        | 99                        | 0,959                     | 1,250                     | 7                         |
| 3                         | Tomás Szolnoki            | 2                         | 3:4                       | 85                        | 130                       | 0,653                     | 0,810                     | 6                         |
| 4                         | Dave Christiani           | 0                         | 0:6                       | 54                        | 105                       | 0,514                     | -                         | 3                         |

| Abschlusstabelle Gruppe D | Abschlusstabelle Gruppe D | Abschlusstabelle Gruppe D | Abschlusstabelle Gruppe D | Abschlusstabelle Gruppe D | Abschlusstabelle Gruppe D | Abschlusstabelle Gruppe D | Abschlusstabelle Gruppe D | Abschlusstabelle Gruppe D |
| Platz                     | Name                      | PP                        | SP                        | Pkte                      | Aufn.                     | GD                        | BED                       | HS                        |
| ------------------------- | ------------------------- | ------------------------- | ------------------------- | ------------------------- | ------------------------- | ------------------------- | ------------------------- | ------------------------- |
| 1                         | Raúl Hernandez            | 6                         | 6:1                       | 95                        | 98                        | 0,969                     | 1,200                     | 7                         |
| 2                         | Brian Hansen              | 4                         | 4:4                       | 108                       | 117                       | 0,923                     | 0,911                     | 4                         |
| 3                         | Radek Novak               | 2                         | 3:4                       | 74                        | 114                       | 0,649                     | 0,833                     | 4                         |
| 4                         | Sven Daske                | 0                         | 2:6                       | 78                        | 120                       | 0,650                     | -                         | 4                         |

## Finalrunde
|  | Viertelfinale Best of 3 | Viertelfinale Best of 3 |                 |                        | Halbfinale Best of 3 | Halbfinale Best of 3 |  |  | Finale Best of 3 | Finale Best of 3 |
|  |                         |                         |                 |                        |                      |                      |  |  |                  |                  |
|  |                         |                         |                 |                        |                      |                      |  |  |                  |                  |
|  | Johan Loncelle          | 2:0/30/27/1,111         |                 |                        |                      |                      |  |  |                  |                  |
|  | Johan Loncelle          | 2:0/30/27/1,111         |                 |                        |                      |                      |  |  |                  |                  |
|  | Alejo Torres            | 0:2/27/26/1,038         |                 |                        |                      |                      |  |  |                  |                  |
|  | Alejo Torres            | 0:2/27/26/1,038         | Johan Loncelle  | 2:0/30/25/1,200        |                      |                      |  |  |                  |                  |
|  |                         |                         | Johan Loncelle  | 2:0/30/25/1,200        |                      |                      |  |  |                  |                  |
|  |                         | Raúl Hernandez          | 0:2/22/24/0,916 |                        |                      |                      |  |  |                  |                  |
|  | Raúl Hernandez          | Raúl Hernandez          | 0:2/22/24/0,916 | 2:0/30/20/1,500        |                      |                      |  |  |                  |                  |
|  | Raúl Hernandez          |                         |                 | 2:0/30/20/1,500        |                      |                      |  |  |                  |                  |
|  | Jérémy Bury             | 0:2/17/19/0,894         |                 |                        |                      |                      |  |  |                  |                  |
|  |                         |                         | Johan Loncelle  | 2:1/36/30/1,200        |                      |                      |  |  |                  |                  |
|  |                         |                         |                 | Nikos Polychronopoulos | 1:2/35/30/1,166      |                      |  |  |                  |                  |
|  | Thorsten Frings         | 2:1/34/28/1,214         |                 |                        |                      |                      |  |  |                  |                  |
|  | Huub Wilkowski          | 1:2/32/27/1,185         |                 |                        |                      |                      |  |  |                  |                  |
|  | Huub Wilkowski          | 1:2/32/27/1,185         | Thorsten Frings | 0:2/9/18/0,500         |                      |                      |  |  |                  |                  |
|  |                         |                         | Thorsten Frings | 0:2/9/18/0,500         | Spiel um Platz 3     |                      |  |  |                  |                  |
|  |                         | Nikos Polychronopoulos  | 2:0/30/19/1,578 |                        |                      |                      |  |  |                  |                  |
|  | Nikos Polychronopoulos  | Nikos Polychronopoulos  | 2:0/30/19/1,578 | 2:1/38/33/1,151        | Raúl Hernandez       | 1:2/36/44/0,818      |  |  |                  |                  |
|  | Nikos Polychronopoulos  |                         |                 | 2:1/38/33/1,151        | Raúl Hernandez       | 1:2/36/44/0,818      |  |  |                  |                  |
|  | Brian Hansen            | 1:2/32/33/0,969         |                 | Thorsten Frings        | 2:1/35/44/0,795      |                      |  |  |                  |                  |
|  | Brian Hansen            | 1:2/32/33/0,969         |                 |                        | 2:1/35/44/0,795      |                      |  |  |                  |                  |
|  |                         |                         |                 |                        |                      |                      |  |  |                  |                  |

## Abschlusstabelle
| MP    | Match Points (Sieger = 2; Unentschieden = 1; Verlierer = 0) |
| Pkte. | Erzielte Karambolagen                                       |
| Aufn. | Benötigte Versuche                                          |
| GD    | Generaldurchschnitt                                         |
| BED   | Bester Einzeldurchschnitt eines Spielers                    |
| HS    | Höchstserie                                                 |
|       | Bester GD des Turniers                                      |
|       | Bester ED des Turniers                                      |
|       | Beste HS des Turniers                                       |
|       | 1. Platz (Gold)                                             |
|       | 2. Platz (Silber)                                           |
|       | 3. Platz (Bronze)                                           |

| Endklassement              | Endklassement          | Endklassement | Endklassement | Endklassement | Endklassement | Endklassement | Endklassement | Endklassement |
| Platz                      | Name                   | PP            | SP            | Pkte.         | Aufn.         | GD            | BED           | HS            |
| -------------------------- | ---------------------- | ------------- | ------------- | ------------- | ------------- | ------------- | ------------- | ------------- |
| 1                          | Johan Loncelle         | 12:0          | 12:2          | 189           | 152           | 1,243         | 1,650         | 8             |
| 2                          | Nikos Polychronopoulos | 10:2          | 11:4          | 201           | 168           | 1,196         | 2,000         | 10            |
| 3                          | Thorsten Frings        | 10:2          | 10:6          | 187           | 238           | 0,785         | 1,214         | 8             |
| 4                          | Raúl Hernandez         | 8:4           | 9:5           | 183           | 186           | 0,983         | 1,500         | 7             |
| 5                          | Huub Wilkowski         | 4:4           | 6:5           | 125           | 121           | 1,033         | 1,111         | 5             |
| 6                          | Alejo Torres           | 4:4           | 5:4           | 122           | 125           | 0,976         | 1,250         | 7             |
| 7                          | Brian Hansen           | 4:4           | 5:6           | 140           | 150           | 0,933         | 0,911         | 7             |
| 8                          | Jérémy Bury            | 4:4           | 4:5           | 94            | 104           | 0,903         | 1,111         | 6             |
| 9                          | Tomás Szolnoki         | 2             | 3:4           | 85            | 130           | 0,653         | 0,810         | 6             |
| 10                         | Radek Novak            | 2             | 3:4           | 74            | 114           | 0,649         | 0,833         | 4             |
| 11                         | Xavier le Roy          | 2             | 3:5           | 97            | 118           | 0,822         | 0,745         | 6             |
| 12                         | Michael Lohse          | 2             | 2:5           | 71            | 102           | 0,696         | 0,860         | 5             |
| 13                         | Roy Zielemans          | 0             | 3:6           | 82            | 137           | 0,598         | -             | 6             |
| 14                         | Sven Daske             | 0             | 2:6           | 78            | 120           | 0,650         | -             | 4             |
| 15                         | Christoph Oberberger   | 0             | 1:6           | 68            | 120           | 0,566         | -             | 4             |
| 16                         | Dave Christiani        | 0             | 0:6           | 54            | 105           | 0,514         | -             | 3             |
| Turnierdurchschnitt: 0,844 |                        |               |               |               |               |               |               |               |